# Škoda Kamiq (China)
O Škoda Kamiq é um automóvel crossover de segmento B projetado e produzido na China pela joint venture SAIC-Volkswagen da fabricante de automóveis tcheca Škoda Auto.

## Vendas
| Ano  | China  |
| ---- | ------ |
| 2018 | 37.143 |
| 2019 | 52.660 |
| 2020 | 40.039 |